# Wirtschaftszahlen zum Automobil/Lettland
Dies ist eine Unterseite des Artikels Wirtschaftszahlen zum Automobil. Sie enthält Wirtschaftszahlen Lettlands.

## PKW-Modellreihen mit den meisten Neuzulassungen
Bis 2001 einschließlich Reexporte, 2002 bis 2011 ohne Reexporte, ab 2012 einschließlich Reexporte.
| Lettland | Modellreihe           | Anzahl |
| -------- | --------------------- | ------ |
| 1        | Opel Astra            | 325    |
| 2        | VW Bora               | 263    |
| 3        | Toyota Land Cruiser   | 228    |
| 4        | Renault Mégane Scénic | 188    |
| 5        | Ford Focus            | 186    |
| 6        | VW Passat             | 172    |
| 7        | Mitsubishi Pajero     | 167    |
| 8        | Renault Mégane        | 163    |
| 9        | VW Polo               | 158    |
| 10       | Honda CR-V            | 150    |
|          | Sonstige              | 5.303  |
|          | Gesamt                | 7.303  |

| Lettland | Modellreihe           | Anzahl |
| -------- | --------------------- | ------ |
| 1        | Opel Astra            | 424    |
| 2        | Peugeot 206           | 211    |
| 3        | Ford Focus            | 193    |
| 4        | Toyota Land Cruiser   | 190    |
| 5        | Citroën Berlingo      | 189    |
| 6        | Toyota Avensis        | 173    |
| 7        | Renault Mégane Scénic | 169    |
| 7        | VW Passat             | 169    |
| 9        | VAZ 2121              | 161    |
| 10       | Mazda 323             | 158    |
|          | Sonstige              | 5.679  |
|          | Gesamt                | 7.716  |

| Lettland | Modellreihe      | Anzahl |
| -------- | ---------------- | ------ |
| 1        | Opel Astra       | 385    |
| 2        | Peugeot 307      | 283    |
| 3        | Honda Civic      | 256    |
| 4        | VAZ 2121         | 202    |
| 5        | Toyota Corolla   | 200    |
| 6        | Ford Focus       | 198    |
| 7        | Citroën Berlingo | 194    |
| 8        | Peugeot 206      | 191    |
| 9        | Honda CR-V       | 181    |
| 10       | Renault Laguna   | 173    |
|          | Sonstige         | 5.573  |
|          | Gesamt           | 7.836  |

| Lettland | Modellreihe         | Anzahl |
| -------- | ------------------- | ------ |
| 1        | Mazda6              | 497    |
| 2        | Opel Astra          | 329    |
| 3        | Peugeot 307         | 308    |
| 4        | Toyota Corolla      | 302    |
| 5        | Toyota Land Cruiser | 204    |
| 6        | Ford Focus          | 195    |
| 7        | Honda Accord        | 192    |
| 8        | Peugeot 206         | 180    |
| 9        | Honda CR-V          | 179    |
| 10       | VAZ 2121            | 173    |
|          | Sonstige            | 6.171  |
|          | Gesamt              | 8.730  |

| Lettland | Modellreihe         | Anzahl |
| -------- | ------------------- | ------ |
| 1        | Mazda6              | 456    |
| 2        | Toyota Corolla      | 455    |
| 3        | Hyundai Getz        | 397    |
| 4        | Renault Mégane      | 315    |
| 5        | Mazda3              | 303    |
| 6        | Toyota Land Cruiser | 263    |
| 7        | Ford Focus          | 251    |
| 8        | Toyota Avensis      | 246    |
| 9        | Renault Kangoo      | 243    |
| 10       | Honda Civic         | 221    |
|          | Sonstige            | 8.106  |
|          | Gesamt              | 11.256 |

| Lettland | Modellreihe         | Anzahl |
| -------- | ------------------- | ------ |
| 1        | Toyota Corolla      | 811    |
| 2        | Ford Focus          | 639    |
| 3        | Hyundai Getz        | 532    |
| 4        | Opel Astra          | 523    |
| 5        | Škoda Octavia       | 412    |
| 6        | Toyota Land Cruiser | 408    |
| 7        | Toyota Avensis      | 376    |
| 8        | Renault Kangoo      | 356    |
| 9        | Mazda3              | 350    |
| 10       | Honda CR-V          | 283    |
| 10       | Mazda6              | 283    |
|          | Sonstige            | 11.707 |
|          | Gesamt              | 16.680 |

| Lettland | Modellreihe         | Anzahl |
| -------- | ------------------- | ------ |
| 1        | Škoda Octavia       | 1.085  |
| 2        | Hyundai Getz        | 1.065  |
| 3        | Toyota Corolla      | 1.038  |
| 4        | Ford Focus          | 755    |
| 5        | Opel Astra          | 597    |
| 6        | Mitsubishi Colt     | 547    |
| 7        | Renault Kangoo      | 509    |
| 8        | VW Golf             | 498    |
| 9        | Hyundai Santa Fe    | 493    |
| 9        | Toyota Land Cruiser | 493    |
|          | Sonstige            | 18.546 |
|          | Gesamt              | 25.626 |

| Lettland | Modellreihe         | Anzahl |
| -------- | ------------------- | ------ |
| 1        | Škoda Octavia       | 1.420  |
| 2        | Honda CR-V          | 960    |
| 3        | Honda Civic         | 837    |
| 4        | Škoda Fabia         | 763    |
| 5        | Toyota RAV4         | 760    |
| 6        | Toyota Corolla      | 751    |
| 7        | Ford Focus          | 750    |
| 8        | Toyota Land Cruiser | 690    |
| 9        | Citroën Berlingo    | 581    |
| 10       | Opel Astra          | 579    |
|          | Sonstige            | 24.406 |
|          | Gesamt              | 32.497 |

| Lettland | Modellreihe         | Anzahl |
| -------- | ------------------- | ------ |
| 1        | Škoda Octavia       | 701    |
| 2        | VW Golf             | 602    |
| 3        | Škoda Fabia         | 585    |
| 4        | Mazda6              | 521    |
| 5        | Toyota Land Cruiser | 515    |
| 6        | Toyota RAV4         | 435    |
| 7        | Nissan Qashqai      | 407    |
| 8        | Honda CR-V          | 389    |
| 9        | Toyota Avensis      | 388    |
| 10       | Toyota Auris        | 385    |
|          | Sonstige            | 14.264 |
|          | Gesamt              | 19.192 |

| Lettland | Modellreihe          | Anzahl |
| -------- | -------------------- | ------ |
| 1        | Toyota Avensis       | 135    |
| 2        | Toyota Land Cruiser  | 118    |
| 3        | Toyota RAV4          | 114    |
| 4        | Toyota Corolla       | 111    |
| 5        | Hyundai i30          | 104    |
| 6        | VW Golf              | 103    |
| 7        | Mitsubishi Lancer    | 97     |
| 8        | Toyota Corolla Verso | 89     |
| 9        | Škoda Octavia        | 86     |
| 10       | Mitsubishi Outlander | 79     |
|          | Sonstige             | 2.709  |
|          | Gesamt               | 3.745  |

| Lettland | Modellreihe         | Anzahl |
| -------- | ------------------- | ------ |
| 1        | VW Golf             | 238    |
| 2        | Peugeot Partner     | 176    |
| 2        | Toyota Avensis      | 176    |
| 4        | Toyota Land Cruiser | 164    |
| 5        | Škoda Octavia       | 146    |
| 5        | Toyota RAV4         | 146    |
| 7        | Ford Focus          | 124    |
| 8        | Hyundai i30         | 122    |
| 9        | Renault Mégane      | 113    |
| 10       | Opel Astra          | 105    |
|          | Sonstige            | 3.466  |
|          | Gesamt              | 4.976  |

| Lettland | Modellreihe    | Anzahl |
| -------- | -------------- | ------ |
| 1        | VW Golf        | 558    |
| 2        | VW Passat      | 309    |
| 3        | VW Tiguan      | 253    |
| 4        | Nissan Juke    | 236    |
| 5        | Toyota Avensis | 234    |
| 6        | Opel Astra     | 211    |
| 7        | Toyota RAV4    | 207    |
| 8        | VW Caddy       | 197    |
| 9        | Škoda Octavia  | 189    |
| 10       | Ford Focus     | 188    |
|          | Sonstige       | 6.267  |
|          | Gesamt         | 8.849  |

| Lettland | Modellreihe        | Anzahl |
| -------- | ------------------ | ------ |
| 1        | VW Golf, Golf Plus | 436    |
| 2        | Nissan Juke        | 377    |
| 3        | Peugeot 5008       | 338    |
| 4        | Škoda Yeti         | 312    |
| 5        | Peugeot 3008       | 308    |
| 6        | VW Passat          | 300    |
| 7        | Toyota Avensis     | 287    |
| 8        | Ford Focus         | 267    |
| 9        | Opel Astra         | 252    |
| 10       | VW Tiguan          | 226    |
|          | Sonstige           | 7.562  |
|          | Gesamt             | 10.665 |

| Lettland | Modellreihe        | Anzahl |
| -------- | ------------------ | ------ |
| 1        | VW Golf, Golf Plus | 450    |
| 2        | Ford Focus         | 357    |
| 3        | Peugeot 3008       | 321    |
| 4        | VW Passat          | 319    |
| 5        | Toyota RAV4        | 295    |
| 6        | Škoda Yeti         | 277    |
| 7        | Toyota Auris       | 264    |
| 8        | Nissan Juke        | 239    |
| 9        | Toyota Avensis     | 231    |
| 10       | Škoda Octavia      | 230    |
|          | Sonstige           | 7.653  |
|          | Gesamt             | 10.636 |

| Lettland | Modellreihe    | Anzahl |
| -------- | -------------- | ------ |
| 1        | Škoda Yeti     | 571    |
| 2        | Nissan Qashqai | 530    |
| 3        | VW Golf        | 461    |
| 4        | Toyota RAV4    | 439    |
| 5        | VW Passat      | 368    |
| 6        | Peugeot 3008   | 322    |
| 7        | Škoda Octavia  | 298    |
| 8        | Toyota Auris   | 273    |
| 9        | VW Jetta       | 251    |
| 10       | Ford Focus     | 219    |
|          | Sonstige       | 8.720  |
|          | Gesamt         | 12.452 |